# Eria melaleuca
Eria melaleuca är en orkidéart som beskrevs av Henry Nicholas Ridley. Eria melaleuca ingår i släktet Eria och familjen orkidéer. Inga underarter finns listade i Catalogue of Life.